# Jonathan Horton
Jonathan Horton född den 31 december 1985 i Houston, Texas, är en amerikansk gymnast.
Han tog OS-silver i räck och OS-brons i lagmångkampen i samband med de olympiska gymnastiktävlingarna 2008 i Peking.